# Zoltan Hospodar
Zoltan Hospodar (Arad, 8 marzo 1933) è un ex pallanuotista rumeno.
Ha fatto parte del Romania che ha partecipato al torneo di pallanuoto ai Giochi di Helsinki 1952 e di Melbourne 1956, nonché al Campionato europeo del 1954.
Ai Giochi di Helsinki 1952, ha giocato in entrambe le partite, segnando un gol contro la Germania Ovest, mentre a quelli di Melbourne 1956, è apparso in tutte le partite, segnando 4 gol, due ciascuno contro Australia e Singapore.